# Condado de Rice (Kansas)
O Condado de Rice é um dos 105 condados do estado americano de Kansas. A sede do condado é Lyons, e sua maior cidade é Lyons. O condado possui uma área de 1 886 km² (dos quais 4 km² estão cobertos por água), uma população de 10 761 habitantes, e uma densidade populacional de 6 hab/km² (segundo o censo nacional de 2000). O condado foi fundado em 26 de fevereiro de 1867.